# دیورشوونی‌هاز
دیورشووِنی‌هاز (به مجاری:  Győrsövényház) یک شهرداری در مجارستان است که در ناحیه دیور واقع شده‌است. دیورشووِنی‌هاز ۲۴٫۲۱ کیلومتر مربع مساحت و ۸۰۲ نفر جمعیت دارد.